# Jelcza Wielka
Jelcza Wielka – wieś sołecka w Polsce położona w województwie świętokrzyskim, w powiecie pińczowskim, w gminie Michałów.
W latach 1975–1998 miejscowość administracyjnie należała do województwa kieleckiego. 
Przez wieś płynie rzeka Mierzawa, prawobrzeżny dopływ Nidy.

## Historia
Według Słownika geograficznego Królestwa Polskiego z roku 1882 Jelcza Wielka, wieś i folwark w powiecie jędrzejowskim, gminie Nawarzyce, parafii Wrocieryż.

W 1827 r. było tu 10 domów i 91 mieszkańców.
Według spisu powszechnego z roku 1921 Jelcza Wielka w gminie Nawarzyce posiadała 34 domy 225 mieszkańców.